# Гожик Петро Федосійович
Гожик Петро Федосійович (21 жовтня 1937, смт. Гоща, Рівненської області — 29 грудня 2020) — академік НАН України за спеціальністю: палеонтологія і стратиграфія (дата обрання: 06.05.2006), директор Інституту геологічних наук.

## Життєпис
Президент Палеонтологічного товариства HAH України, голова Національного стратиграфічного комітету України, член Науково-технічної ради з досліджень Антарктики, член Комісії HAH України з проблем наукової спадщини академіка В. І. Вернадського, голова секції нафти і газу Комітету з Державних премій України в галузі науки і техніки, головний редактор Збірника наукових праць Інституту геологічних наук НАН України. Доктор геолого-мінералогічних наук, заслужений діяч науки і техніки України, двічі лауреат Державної премії України, лауреат премії HAH України ім. П. А. Тутковського. Петро Гожик був першим директором українського Центру антарктичних досліджень (нині — Національний антарктичний науковий центр), у 1993—1999 рр.

## Дати життєпису
- 1954 — закінчив Гощанську середню школу;
- 1954 — 59 — навчання в Чернівецькому державному університеті;
- 1959 — директор Красновольської восьмирічної школи і середньої школи сільської молоді;
- 1960 — аспірантура Інституту геологічних наук АН УРСР;
- 1966 — захист кандидатської дисертації;
- 1992 — захист докторської дисертації;
- 1993 — створення Центру антарктичних досліджень HAH України;
- 1995 — Меморандум про передачу Україні британської антарктичної станції «Фарадей» (нині — «Академік Вернадський»);
- 1996 — перша та друга українські комплексні антарктичні експедиції, Державна програма досліджень в Антарктиці.

## Нагороди
● Орден князя Ярослава Мудрого V ступеня (2021, посмертно) — За визначний особистий внесок у здійснення наукової діяльності в Антарктиці та з нагоди 25-річчя української антарктичної станції «Академік Вернадський».

## Наукова діяльність
П. Ф. Гожик — визнаний фахівець викопних прісноводних молюсків з неоген-четвертинних відкладів півдня Східної Європи. Їм присвячені його численні статті та чотири монографії. Ним описано один новий рід, два підроди і 48 видів прісноводних молюсків.